# Zasada unikania podwójnych wyróżnień
Zasada unikania podwójnych wyróżnień – jedna z podstawowych zasad w projektowaniu typograficznym. Mówi ona, że jeżeli nie ma istotnej potrzeby, to nie należy wyróżnianego fragmentu tekstu wyróżniać więcej niż jedną metodą naraz.

## Opis ogólny
Zasada ta ma swoje zastosowanie przede wszystkim do tekstów zwykłych, gdzie głównym celem tekstu jest przekazanie informacji. Natomiast jeśli główną rolą tekstu jest wywołanie u odbiorcy określonych wrażeń emocjonalnych, tak jak ma to miejsce np. w tekstach artystycznych, ostrzegawczych lub w grafice reklamowej, to oczywistą rzeczą jest, że zasada unikania podwójnych wyróżnień jest zasadą o znaczeniu drugorzędnym.
Istotą zasady jest to, że jeżeli jakiś specyficzny fragment tekstu jest wystarczająco rozpoznawalny ze względu na spełnianą przez niego funkcję bądź specyficzny wygląd, to dodatkowe wyróżnianie go jest niepotrzebne, ponieważ może to uczynić tekst nieestetycznym lub mylącym, a nadmiar formatowań może nawet utrudnić rozpoznawalność znaków tekstu.
Zaleceniem jest stosowanie możliwie najprostszych środków formatujących, które powinny być tak dobrane, aby w pełni zaspokajając potrzebę wyróżnienia, nie wnosiły przy okazji, jako skutek uboczny, jakichś dodatkowych niepotrzebnych informacji. Chroni więc ta zasada tekst przed stosowaniem nadmiaru środków stylistycznych lub wręcz artystycznych, po to, aby tekst zachował nadal swoją podstawową funkcję, jaką ma do spełnienia, czyli informacyjną. Obrazowo zasadę tę określa się sloganem, że nie należy mnożyć bytów ponad miarę, co jest nawiązaniem do ogólniejszej zasady filozoficznej zwanej brzytwą Ockhama.
W praktyce zasada odnosi się do dwóch rodzajów sytuacji – położenia tekstu, lub wyróżniania go, przy czym wyróżniać informację można nie tylko wizualnie (formatowaniem tekstu), ale także dodatkowymi znakami pisarskimi. I tak:
- Nie wyróżnia się fragmentu tekstu, który jest tak samo sformatowany jak reszta, jeżeli jego położenie w tekście wyraźnie wskazuje na rolę, jaką spełnia. W sytuacji tej, samo położenie fragmentu tekstu wyróżnia go już w sposób wystarczający, stanowiąc swoiste wyróżnienie miejscem, więc nadanie mu dodatkowego formatowania wyróżniającego jest zbędne.
- Nie wyróżnia się tekstu więcej niż jedną metodą naraz. W myśl tej zasady można wybrany fragment pogrubić, podkreślić, pokolorować, napisać kursywą, zmienić krój czcionki, użyć spacjowania, zastosować wersaliki czy kapitaliki albo zaznaczyć jeszcze inaczej – ale nie należy łączyć tych metod. Sytuacja taka ma miejsce również wówczas, gdy dany fragment tekstu jest wyróżniony innymi znakami pisarskimi, na przykład wzięty w cudzysłów, ujęty w myślniki, poprzedzony dwukropkiem albo wyrażeniem typu „tak zwany” lub jego skrótem („tzw.”). Wtedy także nie ma potrzeby nadawania mu dodatkowych formatowań.

Stosowanie zasady unikania podwójnych wyróżnień ma szereg wyjątków i nie należy używać jej bezwzględnie. Jest ona zaleceniem dobrej praktyki typograficznej, a wszelkie odchodzenie od niej powinno być świadome, a co ważniejsze – uzasadnione. Nie zabrania ona stosowania formatowań nakładających się na siebie, a jedynie sugeruje, aby ich nie używać w nadmiarze, co w przeważającej większości sytuacji oznacza, że zupełnie wystarczające są formatowania pojedyncze, a nierzadko w ogóle nie trzeba tych formatowań stosować – o ile możliwe jest uzyskanie wystarczającej jasności merytorycznej tekstu najprostszymi środkami, czyli położeniem lub dodatkowymi znakami. Niemniej jednak zdarzają się sytuacje, gdzie w wyróżnionym już tekście, nie tylko można, ale wręcz trzeba dodatkowo wyróżnić jakiś mniejszy fragment. Należy jednak wtedy przyjąć zasadę, że powinno być użytych tyle metod wyróżniania jednocześnie, ile funkcji naraz spełnia wyróżniany fragment.
Zasada ta nie sugeruje jednak unikania wyróżnień formatujących w ogóle. To jedynie od projektanta zależy jaką drogę wybierze spośród kilku pełnoprawnych metod wyróżniania – czy będzie to dodatkowe formatowanie tekstu, czy też użycie odpowiednich dodatkowych znaków pisarskich, czy też wreszcie specjalnie ustalony sposób rozplanowania całości tekstu. Generalnie jednak tekst powinien być jak najbardziej jednolity – zarówno z powodów estetycznych (szarość kolumny), jak i zalecenia, aby odbiorcy pozostawić możliwość wyboru tego, co on uważa za najważniejsze, a co można osiągnąć najlepiej za pomocą najprostszych środków. Należy dążyć do tego, aby odbiorca mógł skupić się na zrozumieniu tekstu bez rozpraszania swojej uwagi. A ponieważ proces czytania tekstu odbywa się na zasadzie obrazkowo-słownikowej, gdzie w miarę lektury, osoba czytająca przyzwyczaja się do wyglądu znaków i ich najczęściej powtarzających się zestawów, przez co czyta coraz szybciej, to wskazane jest, aby w pierwszej kolejności operować samym układem tekstu i znakami pisarskimi, a wyróżnianie formatowaniem zarezerwować dla elementów najważniejszych lub takich, których nie udało się wyróżnić prostszymi metodami.
Unikanie dublowania wyróżnień jest zalecane również dlatego, że ich nadmiar mógłby u świadomego i wnikliwego odbiorcy wywołać mylne wrażenie, że nadanie tekstowi dodatkowych atrybutów wizualnych lub uzupełnienie o kolejne znaki niesie z sobą dodatkową informację, której sens będzie odbiorca musiał odgadnąć.
Zasadę tę można również określić jako zalecenie stosowania „szlachetnej” prostoty, która da odbiorcy szansę wyboru tych informacji, których on sam rzeczywiście potrzebuje i szuka, bez niepotrzebnego odwracania jego uwagi na zbędne formalizmy, którymi niechcący mógłby się nawet zasugerować. Unika się wtedy sytuacji, gdzie projektant potraktuje tekst bardziej artystycznie niż potrzeba, a odbiorca będzie mylnie dopatrywał się w tych wyróżnieniach sensu merytorycznego, traktując rozszerzenie skali wyróżnień jako wskazówkę odnoszącą się do stopniowania wagi znaczeniowej w wyróżnionych fragmentach. Jest to tym bardziej istotne, że każdy z odbiorców może mieć inne pryncypia wobec tekstu, wobec czego gradacja wyróżnień może go mylnie skierować w inną stronę, niżby potrzebował. Tak więc dzięki zasadzie unikania podwójnych wyróżnień unika się ryzyka, że tekst „będzie myślał za czytelnika”. Wyróżniać należy tylko to, co jest konieczne, i tylko w niezbędnym stopniu.
Tak więc zasada ta ma fundamentalne znaczenie dla ergonomii czytania – zarówno w sferze szybkości dostępu do informacji, jak i jej zrozumienia (a przez to także zapamiętania).
Zasada ta ma jednak równie poważne uzasadnienie w sferze czysto wizualnej, estetycznej, gdzie im bardziej odmiennie wyglądają niektóre znaki użyte w tekście, tym bardziej nienaturalnym i obcym wtrętem wydają się, psując całą estetykę. Otóż w tekście zwykłym wyróżnienia mają dwojakie zadanie – odróżnić w ciągu tekstu nietypowe z różnych względów zwroty, skróty i inne sformułowania tak, aby zauważać je dopiero podczas czytania (niegdyś robiono to kursywą, a obecnie zalecane są kapitaliki), lub też wyróżnić je z szarości kolumny tak, aby odbiorca w pierwszej kolejności natrafiał na nie wzrokiem już podczas pierwszego spojrzenia na powierzchnię tekstu (co robi się zazwyczaj odmianą pogrubioną, czyli tzw. boldem, lub zmianą koloru znaków). Zamiast tych metod można posłużyć się także szeregiem innych pomysłów, ważne jednak, aby została zachowana rozpoznawalność znaków, co oznacza nie tylko, aby stosować najprostsze z metod wyróżniania, ale także – właśnie – aby ich nie łączyć. Szczególnie dotyczy to stosowania odmian. Praktycznie każda odmiana pisma inna niż odmiana podstawowa, niesie z sobą pewne odstępstwo od najbardziej skutecznego wyglądu znaków ze względu na ich rozpoznawalność, a więc stosowanie odmian łączonych (np. kursywa z pogrubieniem) zmniejsza tę rozpoznawalność jeszcze bardziej. Nawet jeśli kroje w łączonych odmianach są zaprojektowane przez wysokiej klasy specjalistę, to jednak ich podstawowym przeznaczeniem jest tworzenie oddzielnych napisów, np. w tekstach reklamowych, czy największych tytulariach – w każdym razie im bardziej odmiany te różnią się od podstawowej, tym do większych znaków powinny być używane, gdyż w tekście podstawowym traciłyby sporo ze swojej wartości – znaki o pocienionych kreskach byłyby słabo widoczne, znaki grubsze zlewałyby się optycznie, ponadto zanikałaby większość szczegółów. Nieestetycznie wygląda również każda nieuzasadniona mieszanka różnych stylów. Szczególnie silnie zaburzenie czytelności występuje w mikrotypografii internetowej, gdzie dostępne są właściwie tylko kroje podstawowe, a wszelkie ich odmiany realizowane są metodami sztucznymi, poprzez zmianę parametrów odmiany podstawowej, a nie wybór kroju w odpowiedniej odmianie. Takie sztuczne tworzenie odmian, jedynie poprzez matematyczne modyfikacje wielkości, grubości obrysu lub pochylenia znaków, daje znacznie gorszy efekt estetyczny niż znaki zaprojektowane świadomie przez projektanta, gdzie każdy element znaku jest modyfikowany indywidualnie. Składanie tekstu na stronach WWW z jednoczesnym użyciem „bolda” i „italika” daje szczególnie brzydki efekt poprzez wyjątkowo wyraźnie poszarpane krawędzie, nadmierny kontrast linii, zalewanie wewnętrznych świateł w znakach, niemal całkowitą utratę cieniowania w krojach dwuelementowych, utratę szeryfów, powstawanie przypadkowych (przez co najczęściej nieczytelnych) ligatur itd.
Zrozumienie sensu zasady unikania podwójnych wyróżnień, a następnie przyzwyczajenie się do jej stosowania, jest charakterystycznym procesem rozwoju osób pracujących zawodowo z przedstawianiem myśli ludzkich w postaci tekstu sformatowanego. Stanowi drogę od siłowego, jarmarcznego i krzykliwego uatrakcyjniania wyglądu tekstu, który nowicjuszom wydaje się bardziej „profesjonalny”, a może nawet i „artystyczny” (mimo iż w istocie rzeczy jest tylko efekciarstwem), do szlachetnej prostoty prawdziwych zawodowców, którzy starają się przy użyciu jak najmniejszej gamy dostępnych środków, poprzez ich świadome używanie, uzyskać jak największy efekt praktyczny.

## Przykłady zastosowań

### Izolowane napisy
Napisami takimi są wszelkie tytuły, nagłówki, opisy przy zdjęciach, podpisy autorów, żywe paginy, wskazówki lub krótkie objaśnienia na ilustracjach itp. Wszystkie one leżą w takich miejscach, że samo położenie wyróżnia je dostatecznie, gdyż najczęściej są w dużych odstępach od tekstu podstawowego, bywają zupełnie inaczej formatowane, a czasami nawet biegną w innych kierunkach. Bywa również, że gdy napisów tych jest kilka, to problemem może być nawet ustalenie ich kolejności lub hierarchii. Dlatego też, w myśl niniejszej zasady, nie ma potrzeby, aby kończyć samotne napisy kropką, nawet jeśli są pełnymi zdaniami od strony formalnej. Nie ujmuje się ich również w cudzysłów. Dobrą praktyką w takich sytuacjach jest nawet, jeśli są to napisy wielozdaniowe, aby kropkę stawiać pomiędzy zdaniami (co jest niezbędne dla zrozumienia tekstu), ale opuszczać tę kropkę na końcu napisu (bo będzie się tam za bardzo rzucać w oczy, a przecież widać, że to koniec napisu). Zalecenie o braku konieczności stawiania kropki na końcu napisu staje się szczególnie przekonujące wtedy, gdy rozpatruje się typografię napisów dużych, znacznie powiększonych w stosunku do tekstu podstawowego, ale zasadne jest ono także dla tekstów mniejszych, gdy nie są ściśle związane z układem reszty tekstu, a nawet dla tych tekstów, które choć są w ciągu składu tekstu, to spełniają w nim inną rolę niż kontynuacja sąsiednich zdań (będąc wtrąceniami lub dodatkami, jak np. podpis autora).
Jednak i dla powyższych przykładów można znaleźć wyjątki. Tak więc kropkami, wyjątkowo, wypada kończyć takie napisy, które stanowią wyraźne, zamknięte myśli, jak np. motta, sentencje i innego tego typu cytaty.

### Tytuły w tabelach
Układ tabelaryczny charakteryzuje się tym, że pierwszy wiersz oraz pierwsza kolumna zawierają tytuły określające zawartość pozostałych komórek tabeli. Są więc wyróżnione miejscem i dlatego nie ma potrzeby kończyć znajdujących się tam sformułowań dwukropkiem, pisać w całości wersalikami, podkreślać, jak również nie ma potrzeby wyróżniać ich odmiennym lub dodatkowym formatowaniem. W zupełności wystarcza rozpoczynanie znajdujących się tam określeń od wielkiej litery, podczas gdy reszta komórek powinna mieć pisownię od małej litery (o ile ortografia nie wymaga inaczej).
Dodatkowym argumentem za unikaniem dodatkowych wyróżnień jest fakt, że w tabelach jest zwykle mało miejsca, a większość formatowań powiększa obszar zajęty przez tekst. Natomiast jeżeli ze względów praktycznych (duże tabele) lub estetycznych istnieje potrzeba jakiegoś wyróżnienia, to znacznie bardziej elegancko (bo w sposób nienatrętny) można to zrobić nadaniem wybranym komórkom tła (lub zmianą jego koloru, jeśli takowy nadano już całej tabeli), lub też nadaniem wybranym komórkom obrysu lub linii rozdzielającej (a jeśli takie obramowania lub linie już są, to zmianą ich grubości w wybranych obszarach).
Szczególnie jaskrawo wygląda niestosowanie się do niniejszej zasady w przypadku prostych zestawień w postaci tabel dwukolumnowych, gdzie dodatkowe wyróżnienie lewej kolumny skutkowałoby wyróżnieniem optycznym aż połowy zawartości! Rozwiązanie takie byłoby kuriozalne, gdyż sprzeczne z samą ideą wyróżniania, która polega na miejscowym skupianiu uwagi czytelnika na rzeczach, z określonych powodów, wyjątkowych. Nie można więc niczego wyróżniać masowo, bo przestanie to coś być wyróżnieniem. Przestanie po prostu być wyjątkowe i unikalne.

### Tekst w tabelach
W myśl tej zasady nie należy stosować odmiennego formatowania tekstu w tabeli niż w tekście głównym, gdyż sam fakt istnienia tabeli jest już olbrzymim wizualnie wyróżnieniem, nie ma więc najmniejszego sensu, aby to jeszcze dodatkowo uwypuklać kolejną metodą. W dodatku zawartość tabeli jest zwykłą kontynuacją tekstu głównego, różniącą się jedynie sposobem zorganizowania tekstu (np. w postaci innej niż pełne zdania, lub pełnymi zdaniami, ale powiązanymi z sobą w pewien szczególny sposób zależności), więc nie należy utrudniać czytelnikowi procesu czytania tekstu w tabeli, skoro zdążył się już do wyglądu jego znaków przyzwyczaić i dostosować podczas lektury tekstu głównego.
Przede wszystkim więc nie należy stosować w tabelach odmiennego kroju pisma lub odmian pisma mocno zniekształcających charakterystyczne cechy wyglądu znaków (kursywa, pogrubienie). Natomiast czasami rzeczywiście trzeba tekst w tabelach zmodyfikować, aby stał się bardziej czytelny, ale należy to zrobić metodami mniej „inwazyjnymi” – czyli np. za pomocą zmiany stopnia pisma lub odmian o tylko innej szerokości znaku (wąska, szeroka).
Zalecenie to można również uzasadnić merytorycznie – każde formatowanie niesie w sobie jakąś informację, a stosowanie kursywy odnosi się często do cytatów. Tak więc, jeśli np. zawartość tabeli odnosi się do efektów ankiety, to naturalną rzeczą będzie w takiej tabeli podanie pytań z ankiety w wiernej, oryginalnej pisowni, właśnie za pomocą kursywy. Jeśli jednak tabela zajmuje się jedynie logicznym uporządkowaniem tekstu, to użycie tej kursywy mogłoby być mylące, bo czytelnik mógłby dociekać, dlaczego ktoś chce w sposób specjalny zwrócić jego uwagę akurat na ten, a nie inny fragment.
Tabele mogą się jednak czasami charakteryzować rozbudowaną strukturą, odchodząc od czystego układu wierszowo-kolumnowego, np. zwiększając w pewnych swoich fragmentach liczbę kolumn lub wierszy, lub posiadając dodatkowe nagłówki gdzieś w swoim wnętrzu, a spotykane są nawet tabele jednokolumnowe, gdzie co pewien czas (co któryś wiersz) pojawia się nowa sekcja. We wszystkich takich sytuacjach jest zrozumiałe zwiększanie różnic w wyglądzie tekstu. Zawsze jednak powinno odbywać się to z umiarem, a w przypadkach wątpliwych lepiej przyjąć zasadę „słabiej niż mocniej”, pamiętając o sile stopniowania wyróżnień (i kryjącym się w tym stopniowaniu niebezpieczeństwie nadinterpretacji przez odbiorcę).

### Wstawianie znaków z innych pism

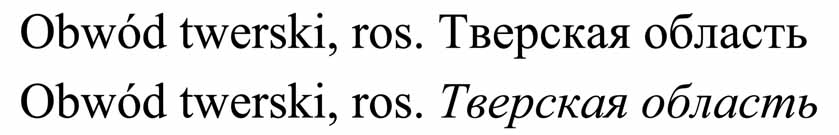
Zapis cyrylicą w drugim wierszu niepotrzebnie dodatkowo wyróżniony jest pochyleniem, co może spowodować, że „в” i „е” (2. i 3. znak) będą przy małym stopniu pisma trudno odróżnialne dla osoby nieposługującej się tym pismem na co dzień

Znaki pisarskie z innych pism wtrącane do tekstu (np. cyrylica lub greka w tekście łacińskim) mają już same w sobie na tyle odmienny wygląd, że od razu zwracają na siebie uwagę, a dodatkowo czytelnik i tak zatrzymuje na nich wzrok trochę dłużej, aby je rozpoznać. Nie ma więc potrzeby, aby je dodatkowo wyróżniać. Szczególnie istotne jest unikanie dodatkowego formatowania tych znaków, gdyż można bardzo mocno pogorszyć ich rozpoznawalność. Ma to znaczenie zarówno w tekście głównym, czyli tam, gdzie znaki są słabo widoczne, bo złożone niewielkim stopniem, jak i we wzorach (np. matematycznych), czyli tam, gdzie czytelnik i tak musi skupić uwagę na całości układu znaków (więc nie trzeba mu na to dodatkowo zwracać uwagi).

### Budowanie akapitów
Akapity można budować na wiele sposobów, z których dwa najpopularniejsze to wcięcie akapitowe lub dodatkowy odstęp pomiędzy akapitami (najczęściej wysokości jednego wiersza). Jednym z najczęściej popełnianych błędów przez osoby początkujące jest właśnie stosowanie obu tych metod jednocześnie, co jest zupełnie zbyteczne, gdyż każda z tych metod z osobna działa wystarczająco wyraźnie w normalnym, typowym składzie.
W dodatku traciłoby się takim postępowaniem możliwość podziału tekstu na logiczne jednostki większe od akapitu, ale np. mniejsze od rozdziału, a często, zwłaszcza w literaturze beletrystycznej, stosowany jest taki zabieg dodatkowego podziału tekstu co kilka akapitów na większe jednostki treści właśnie dodatkowymi pustymi wierszami (o ile jest to uzasadnione treścią).

### Pomijanie wcięcia akapitowego w pierwszym akapicie
Ciekawym pomysłem, zaczerpniętym z typografii anglosaskiej, który zaczyna jednak zdobywać uznanie także w Polsce, jest zalecenie, aby nie stosować tego wcięcia w akapitach bezpośrednio pod wszelkimi tytułami (głównymi, rozdziałów, podrozdziałów itd.), gdyż widać, że jest to początek akapitu. Jest to więc wyróżnienie przez położenie. Przy akapicie na początku łamu będącego kontynuacją tekstu z poprzedniej strony zasada ta nie ma zastosowania.
Okazuje się przy tym, że celowe unikanie nadmiaru wyróżnień może bardzo pomagać w rozwiązywaniu szeregu innych problemów. W przypadku unikania wcięć pod tytułami można w ten sposób umożliwić rzeczywiste ułożenie w osi wyśrodkowanego tytułu z wyjustowanym akapitem, a w tym także z jego pierwszym (nie wciętym) wierszem, podczas gdy przy pierwszym wierszu wciętym właściwie nie wiadomo, do czego wyrównywać tytuł, bo albo tytuł będzie nierówno (więc brzydko) względem pierwszego wiersza, albo nierówno (więc równie brzydko) względem osi łamu. Z kolei przy tytułach numerowanych, szczególnie gdy jest to numeracja wielorzędowa (np. w postaci: 2.1.3.15), gdzie zazwyczaj takie tytuły wyrównuje się do lewego marginesu, brak wcięcia znacznie poprawi wygląd całości poprzez uniknięcie wizualnych „zadziorów” (szczególnie zważywszy, że ta numeracja daje zbitki cyfr i kropek o zróżnicowanej długości, a i tak długość ta byłaby najczęściej większa od typowego, dość krótkiego wcięcia).
Ponadto wcięcie na początku bloku akapitów narusza symetrię łamu oraz pogarsza kształt całego bloku tekstu, który pomimo wszystkich swoich ograniczeń powinien dążyć do układu pełnych prostokątów, aby zaspokajać poczucie jednolitej szarości kolumny.

### Zalecenia czysto pisarskie
Najczęściej spotykanym tutaj błędem nadużywania znaków pisarskich (bez udziału formatowania) jest nadmierne wyróżnianie sformułowań mówiących o innym znaczeniu danego słowa lub wyrażenia niż znaczenie podstawowe. Szczególnie dotyczy to ujmowania tekstu w znaki cudzysłowu. W myśl tej zasady można dane sformułowanie ująć w cudzysłów lub też zrobić to inaczej, np. poprzedzić skrótem 'tzw. ' – nigdy jednak nie stosuje się obu metod naraz, gdyż do przekazania informacji o odmienności znaczeniowej w zupełności wystarcza użycie jednej z metod. Dodatkowo czytelnik mógłby zostać zdezorientowany, że sugerowana jest jeszcze inna interpretacja niż ta najczęściej stosowana wobec odmienności użytego sformułowania. Np. użycie podwójnego wyróżnienia w postaci: tzw. „okrągły stół” mogłoby sugerować, że nie chodzi o mebel (brak wyróżnienia), ani o to najbardziej znane wydarzenie związane ze stołem w historii Polski, z 1989 r. (pojedyncze wyróżnienie), tylko o jeszcze inne wydarzenie, któremu przez analogię nadano taką samą nazwę, a podwójnym wyróżnieniem zasygnalizowano (aby się nie myliło), że chodzi o coś jeszcze innego.
Zresztą w myśl tej zasady nie należy również stosować jednocześnie kursywy (lub innego formatowania) i cudzysłowu, tylko przyjąć w skali całości publikacji jedno z tych wyróżnień, co przy okazji pozwoli wykorzystać poniechany sposób wyróżniania do użycia w wyróżnianiu sformułowań z innej kategorii – np. cudzysłów dla nazwy czasopisma (co jest bardzo często praktykowane), a kursywa dla nazwy artykułu w tym czasopiśmie.
Nadmiaru znaków należy unikać także w wielu innych sytuacjach, np. jeśli lista nie jest wyraźnym fragmentem zdania, a składa się z krótkich pozycji i jeszcze do tego jest dość długa, to przecinki na końcu każdego krótkiego wiersza psują całą estetykę i utrudniają czytanie, a do zrozumienia tekstu nie są potrzebne (bo widać, że to jest lista). Można więc je odrzucić jako zbędny formalizm. Wszystko jednak zależy od tego, jaki jest charakter merytoryczny całości publikacji, oraz jaka jest kompozycja graficzna. Jeśli np. jest to akt normatywny lub inny oficjalny dokument, to przecinki te będą niestety konieczne z różnych powodów, np. proceduralnych lub prawnych. Jeśli jednak jest to publikacja o charakterze innym, mniej oficjalnym, a szczególnie, jeśli ma bogatą szatę graficzną, to wtedy lepiej każdą linijkę wyróżnić w inny sposób, np. jakimś prostym elementem graficznym na początku, lub nawet całą listę wyróżnić samym położeniem (np. tabulacją), a wtedy przecinki nie będą potrzebne, a nawet może się okazać, że pozycjom listy nie będzie trzeba w ogóle nic przydawać, pozostawiając sam tekst (robi się tak czasami np. tabele bez ramek).

## Przykłady odstępstw od reguły
Jeżeli przyjęto w tytulariach tekstu głównego lub tabeli pisownię pewnych terminów pismem pogrubionym, a jednocześnie występują tam te same terminy także w tłumaczeniu na inny język, to aby zachować konwencję stylistyczną, można dopuścić przy drugim terminie formatowanie łączone metodą pogrubienie + kursywa, gdyż często obce wyrazy składa się tradycyjnie kursywą. Należy jednak starać się w tym wypadku, aby wszystkie te napisy były pisane powiększonym stopniem pisma. Ma to miejsce np. przy podawaniu taksonów w biologii po polsku i łacinie, albo przy wymienianiu nazw geograficznych po polsku i w pisowni oryginalnej. Podobnie ma się zresztą sytuacja przy pisowni tytułów utworów (np. literackich, muzycznych, filmowych itp.), które często podaje się wyłącznie kursywą. Zawsze jednak warto we wszelkich tego typu sytuacjach rozważyć możliwość innego sposobu układu typograficznego.
Natomiast koronnym przykładem uzasadnionego używania dużej ilości różnorodnych wyróżnień (miejscem, znakami lub formatowaniem), w tym często także łączonych, są słowniki językowe, gdzie praktycznie co chwila, wielokrotnie w skali jednego zdania, kolejne słowa lub grupy słów spełniają coraz to inną rolę.